# Гроза (станція)
Гроза́ — проміжна залізнична станція V класу Куп'янської дирекції Південної залізниці.
Розташована між селами Волоська Балаклія (6 км), Михайлівка (2 км) та Борівське (4 км) Шевченківського району Харківської області на ділянці Коробочкине — Куп'янськ-Вузловий.

## Історія
Наприкінці XIX століття почалося інтенсивне залізничне будівництво на Харківщині. У 1895 році були побудовані залізнична лінія Балашов — Харків і станція Зміївська Південно-Східної залізниці. У 1911 році станцію перейменували на Щенячу.
У грудні 1917 року була розпочалася радянська окупація. З квітня 1918 по грудень 1919-го Щеняча знаходилося у владі австро-німецьких військ, Армії УНР і військ Денікіна. 
Після відновлення радянської окупації спочатку були утворені 2 ТОЗа, потім колгосп «Червона зірка», а в 1937 році — радгосп «Боровський».
З 22 червня 1942 станція Щеняча і село Волоська Балаклія були окуповані нацистами, звільнені радянськими військами 4 лютого 1943.
З 1956 року станція знаходиться у складі Куп'янського відділення Південної дороги, а в 1964 році її перейменували в Грозу. У 1972 році станцію електрифікували.

## Сьогодення
В даний час станцію обслуговує невеликий колектив — усього 7 чоловік. Очолює його з 2005 року Сергій Олександрович Величко. На залізницю він прийшов в 1990 році, п'ятнадцять років працював черговим по станції.
Усі працівники стежать за порядком і чистотою, влітку доглядають за клумбами на території станції, так як живуть єдиною командою. Тут кожен працівник любить свою станцію і докладає максимум зусиль, щоб виконати всі поставлені перед колективом завдання.